# Mariana Simionescu
Mariana Simionescu (Târgu Neamț, 27 de novembre de 1956) és exjugadora de tennis romanesa.

## Biografia
Es va casar amb el tennista suec Björn Borg el 24 de juliol de 1980, matrimoni que va durar quatre anys ja que es van divorciar l'any 1984. Posteriorment va tenir una relació amb el pilot d'automobilisme Jean-Louis Schlesser durant uns pocs anys, amb el qual van tenir un fill, Anthony.
El seu personatge apareix en la pel·lícula Borg McEnroe (2017) de Janus Metz Pedersen, interpretada per l'actriu Tuva Novotny.

## Palmarès

### Individual: 2 (1−1)
| Resultat   | Núm. | Data                 | Torneig                    | Superfície   | Oponent         | Marcador |
| ---------- | ---- | -------------------- | -------------------------- | ------------ | --------------- | -------- |
| Finalista  | 1.   | 18 d'agost de 1975   | South Orange, Estats Units | Terra batuda | Virginia Ruzici | 1−6, 1−6 |
| Guanyadora | 1.   | 20 d'octubre de 1980 | Tòquio, Japó               | Dura         | Nerida Gregory  | 6−4, 6−4 |

### Dobles: 4 (1−3)
| Resultat   | Núm. | Data                   | Torneig                       | Superfície   | Parella         | Oponents                       | Marcador      |
| ---------- | ---- | ---------------------- | ----------------------------- | ------------ | --------------- | ------------------------------ | ------------- |
| Finalista  | 1.   | 11 de novembre de 1973 | Londres, Regne Unit           | Moqueta (i)  | Virginia Ruzici | Lesley Charles Glynis Coles    | 3−6, 5−7      |
| Finalista  | 2.   | 8 de març de 1976      | Tallahassee, Estats Units     | Terra batuda | Virginia Ruzici | Julie Anthony Dianne Fromholtz | 2−6, 5−7      |
| Finalista  | 3.   | 23 de maig de 1976     | Roma, Itàlia                  | Terra batuda | Virginia Ruzici | Linky Boshoff Ilana Kloss      | 1−6, 2−6      |
| Guanyadora | 1.   | 27 de febrer de 1978   | Fort Lauderdale, Estats Units | Terra batuda | Lesley Hunt     | Diane Desfor Barbara Hallquist | 1−6, 7−6, 6−3 |

## Trajectòria

### Individual
| Open d'Austràlia | A  | A  | A  | A  | A  | A  | A  | A   | A  | 0 / 0 | 0 − 0 |
| Roland Garros | 1R | 2R | 1R | 3R | A  | A  | 3R | 1R  | 2R | 0 / 7 | 6 − 7 |
| Wimbledon | 1R | 2R | 1R | 1R | 4R | 4R | 2R | 2R  | A  | 0 / 7 | 6 − 7 |
| US Open | A  | 2R | A  | 2R | A  | A  | 1R | A   | 1R | 0 / 4 | 2 − 4 |
| Rànquing a final d'any |    |    | 79 | 45 | 68 | 68 | 59 | 172 | 79 |       |       |
| Llegenda: G: Guanyadora; F: Finalista; SF: Semifinalista; QF: Quarts de final; Q: Qualificació; A: Absent; RR: Round Robin |    |    |    |    |    |    |    |     |    |       |       |

### Dobles
| Open d'Austràlia | A  | A  | A  | A  | A  | A  | A  | A  | 0 / 0 | 0 − 0 |
| Roland Garros | 2R | 2R | 2R | 2R | A  | A  | 1R | 1R | 0 / 6 | 4 − 6 |
| Wimbledon | 1R | 1R | 1R | 2R | A  | A  | A  | 2R | 0 / 5 | 2 − 5 |
| US Open | A  | 2R | A  | 1R | 1R | 1R | A  | 1R | 0 / 4 | 1 − 4 |
| Llegenda: G: Guanyadora; F: Finalista; SF: Semifinalista; QF: Quarts de final; Q: Qualificació; A: Absent; RR: Round Robin |    |    |    |    |    |    |    |    |       |       |